# Chlorophanus viridis
Chlorophanus viridis är en skalbaggsart som först beskrevs av Carl von Linné 1758.  Chlorophanus viridis ingår i släktet Chlorophanus, och familjen vivlar. Arten har ej påträffats i Sverige.

## Bildgalleri

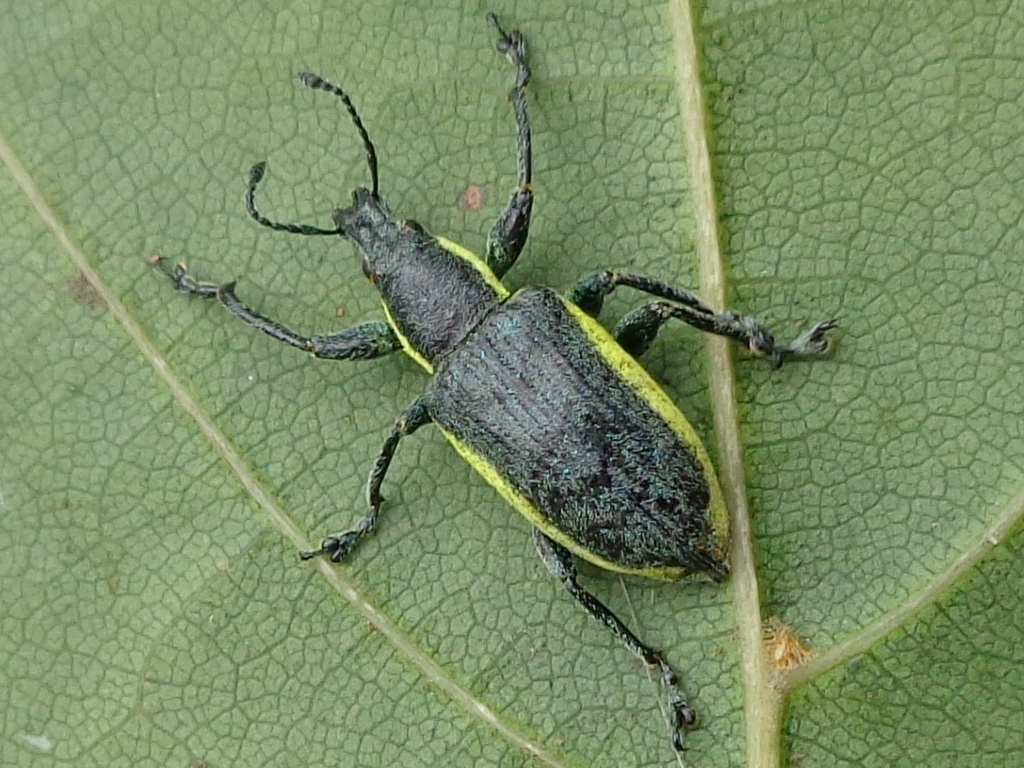
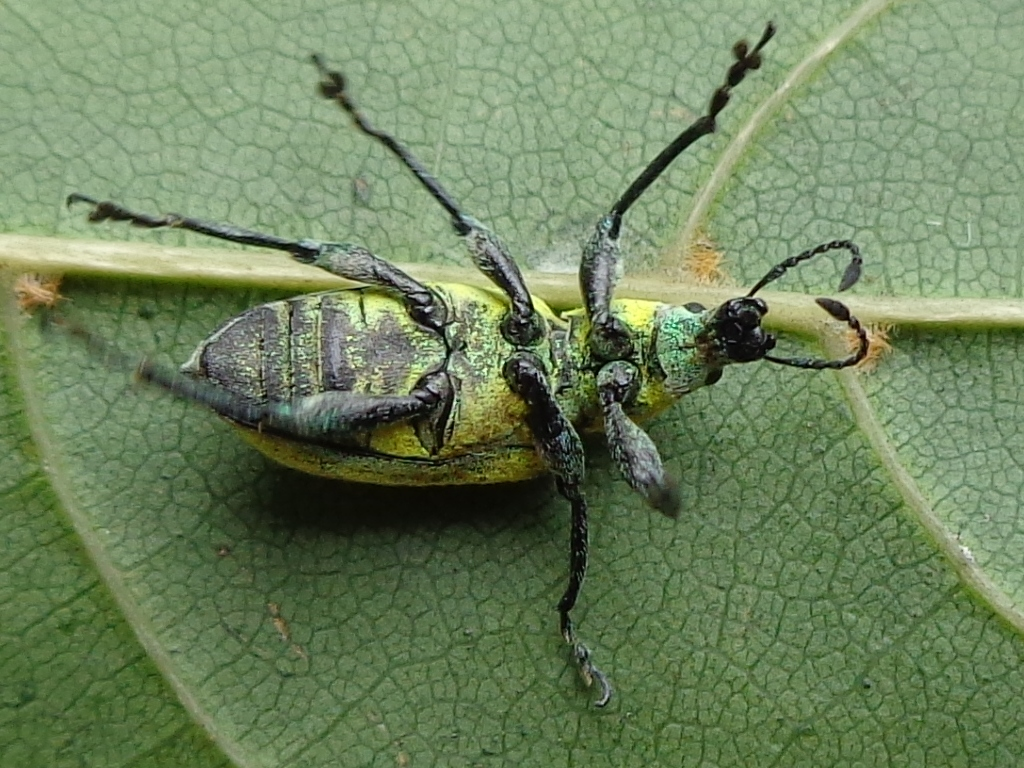
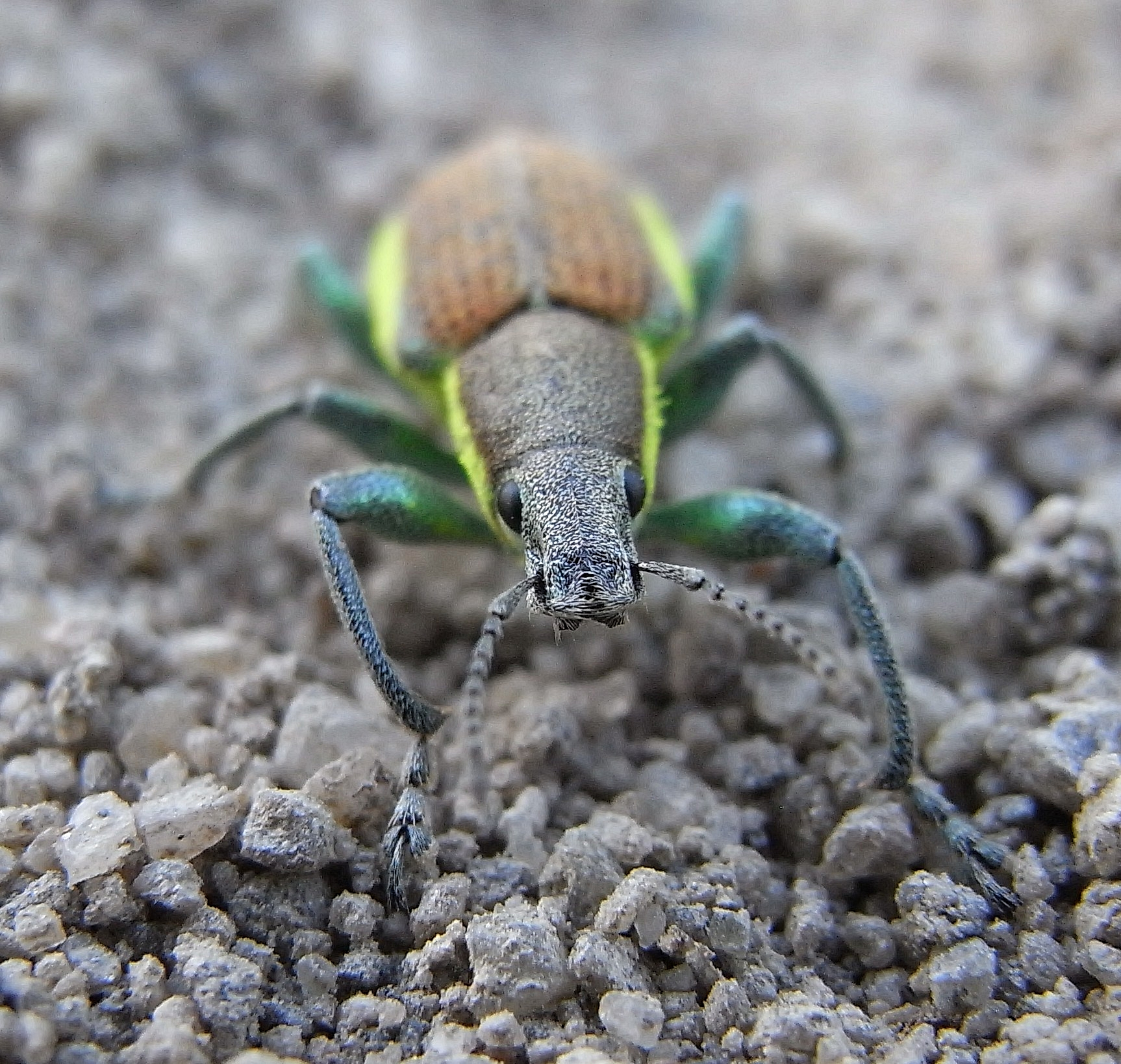
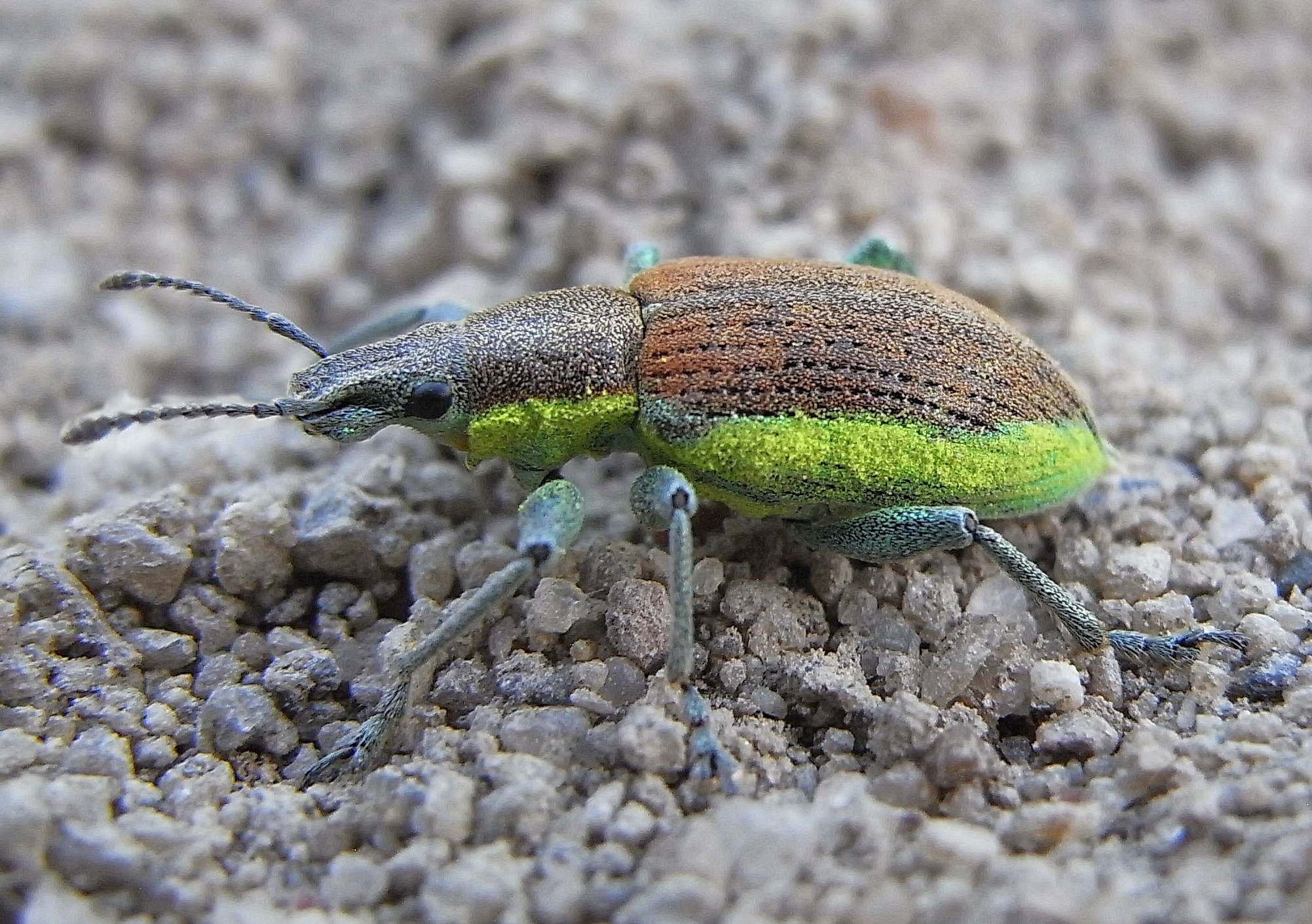
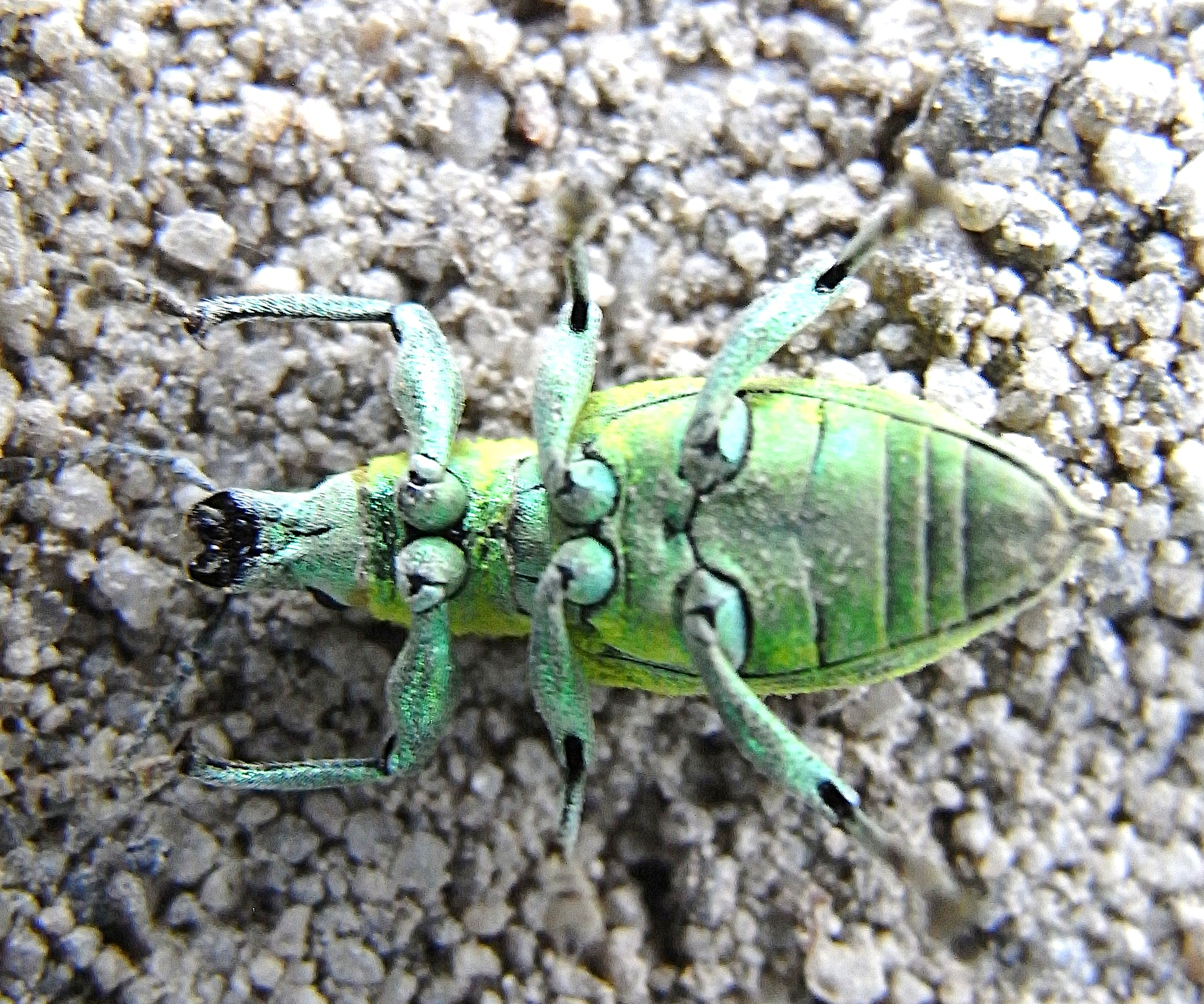
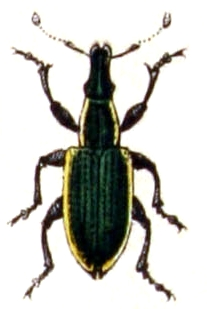